# Züst Automobile

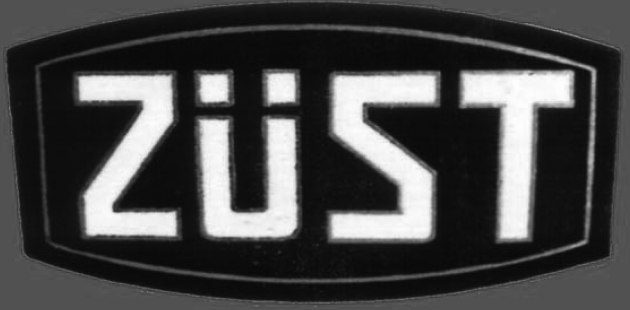
Emblem von Züst

Züst war ein italienischer Automobilhersteller, der 1917 von OM übernommen wurde.

## Geschichte

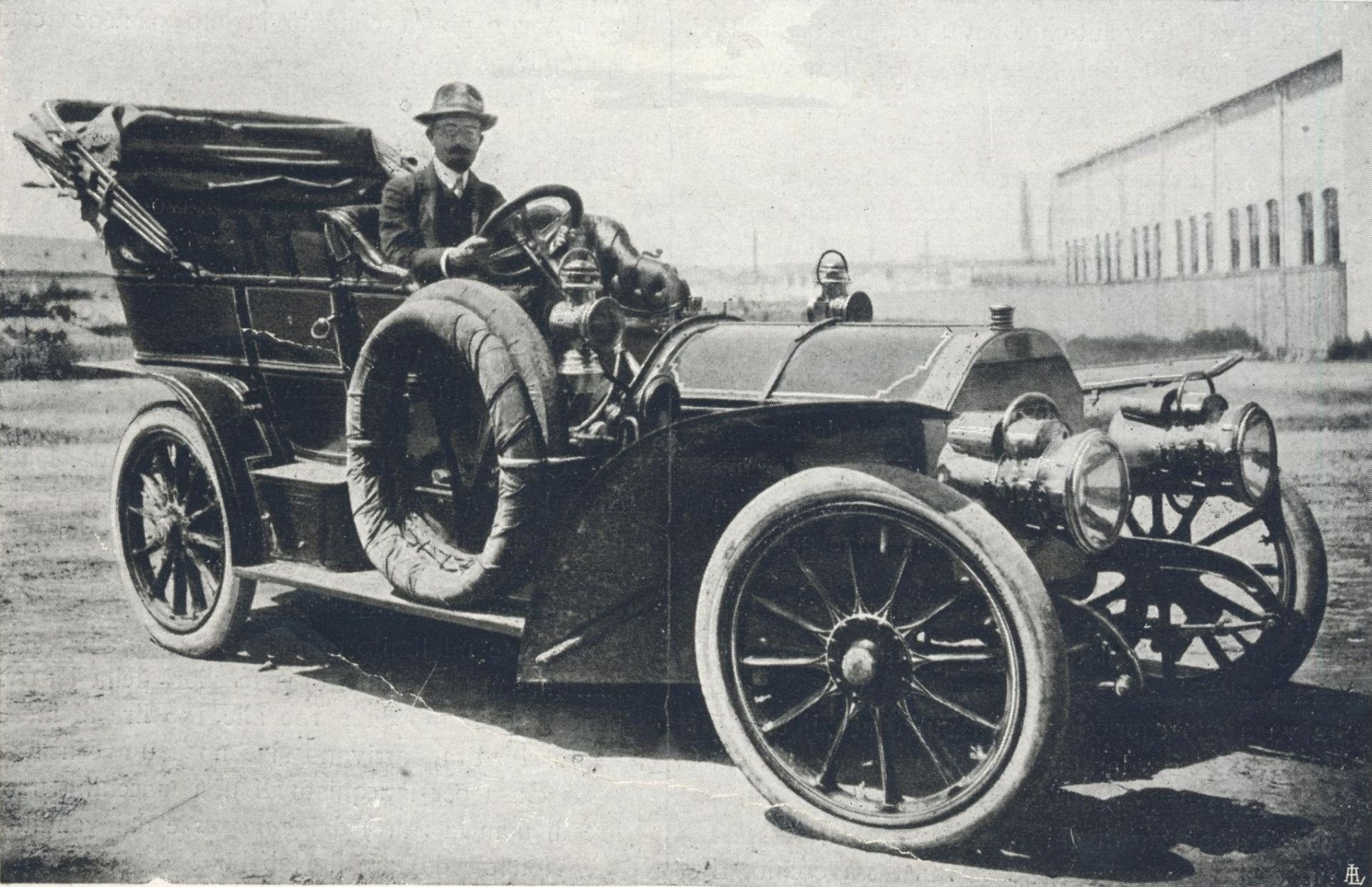
Firmengründer Roberto Züst in einem seiner Wagen

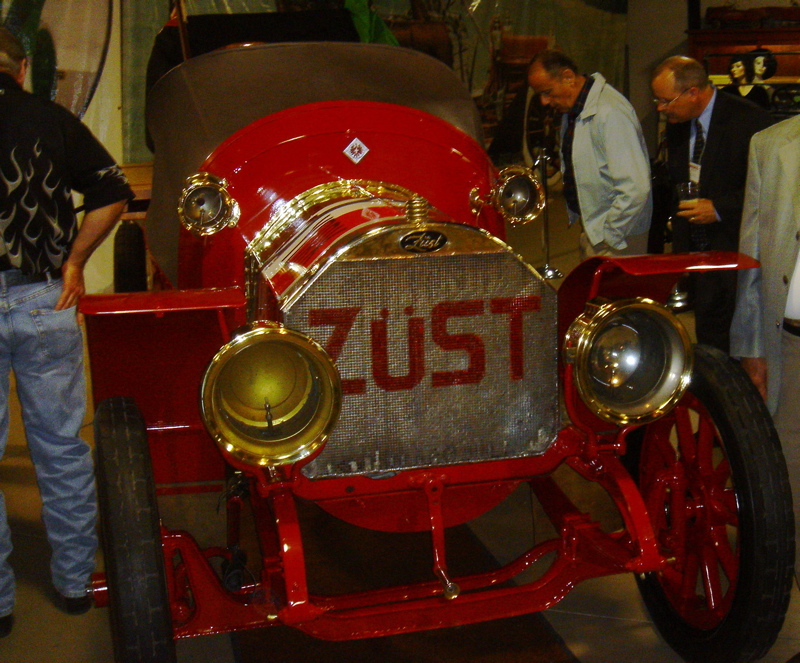
Der Züst 28/45 PS belegte den dritten Platz beim Rennen um die Welt 1908

Der Schweizer Robert (oder Roberto) Züst († 1897) war seit 1871 Partner der Gießerei Güller & Croff in Intra am Lago Maggiore.  Züst wurde 1893 Alleininhaber des Unternehmens, welches künftig unter dem Namen Güller & Züst firmierte. Die Produktpalette wurde auf Dampfmaschinen, Turbinen und Präzisionswerkzeuge für die Metallverarbeitung erweitert. Später folgte die Herstellung von Traktoren. Als Robert Züst 1897 starb, übernahmen seine Söhne den Betrieb. Diese stellten 1902 auch ein erstes Fahrzeug mit Verbrennungsmotor vor. Ein Jahr später gründeten sie die Firma Ing. Roberto Züst Fabbrica Italiana di Automobili S.A. in Mailand. Erst 1905 begann allerdings die Automobilproduktion. Die ersten Serienautos von Züst waren an die damaligen Mercedes-Fahrzeuge der Daimler-Motoren-Gesellschaft angelehnt. Sie hatten einen Stahlrahmen mit vier paarweise gegossenen Zylindern.
Der Züst 28/45 PS besaß einen 7,5-Liter-Motor. Ein 11,3-Liter-Motor war im 40/50 PS verbaut. Die Lastwagen-Produktion folgte 1908. Züst bekam daraufhin einen Großauftrag über 600 Lastwagen vom italienischen Militär. Im folgenden Jahr wurde ein weiteres Personenwagenmodell mit 5,0-Liter-Motor vorgestellt. 1913 wurde die Produktion in Mailand eingestellt.
In Brescia unterhielt Züst seit 1906 eine Tochterfirma Brixia-Züst S.A. mit eigener Fahrzeugproduktion und hatte außerdem in London eine Importfirma Züst Motors Ltd., die allerdings nur zehn Fahrzeuge absetzen konnte. Weitaus erfolgreicher war 1908 die Teilnahme eines Züst 28/45 PS am 20.000 Kilometer langen Rennen um die Welt von New York über Moskau und Berlin nach Paris, bei dem Züst den dritten Platz belegen konnte. Züst hatte auch weitere Renneinsätze zu dieser Zeit.
Züst stellte während des Ersten Weltkrieges Krankenwagen, Stabsfahrzeuge und Lastwagen für die Armee her. Die letzte Züst-Entwicklung war der bis Oktober 1917 gebaute 15/25 PS mit 3-Liter-Motor. Am 1. Oktober 1917 wurde Züst von OM übernommen. OM produzierte noch 360 Exemplare des 15/25 PS.